# Nazityskland

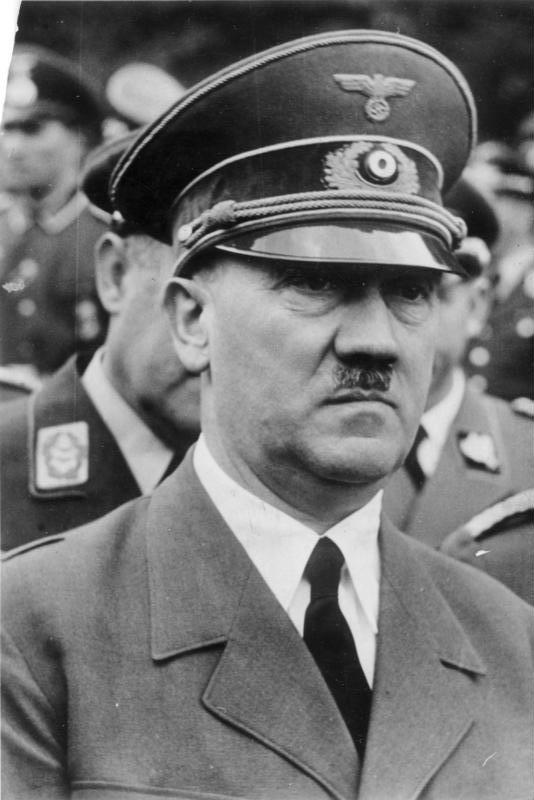
Adolf Hitler, Tysklands diktator 30 januari 1933 – 30 april 1945.

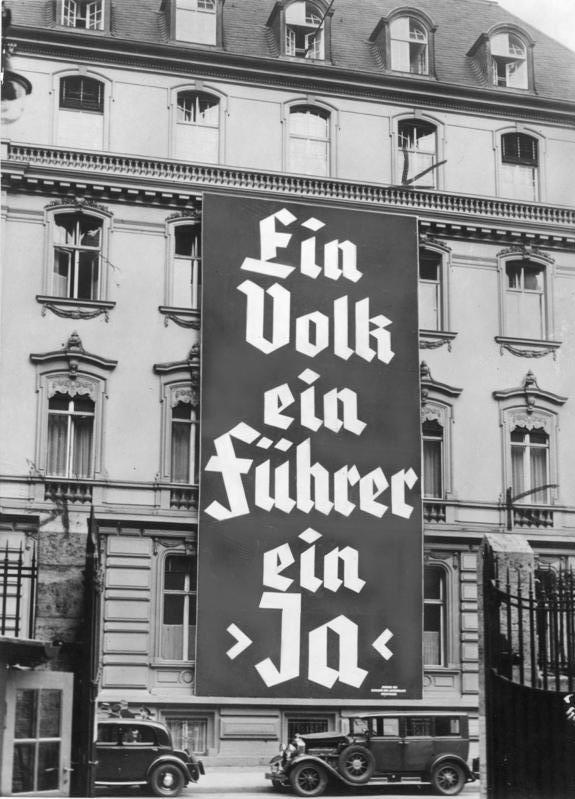
Valaffisch för nazistpartiet vid riksdagsvalen 1933.

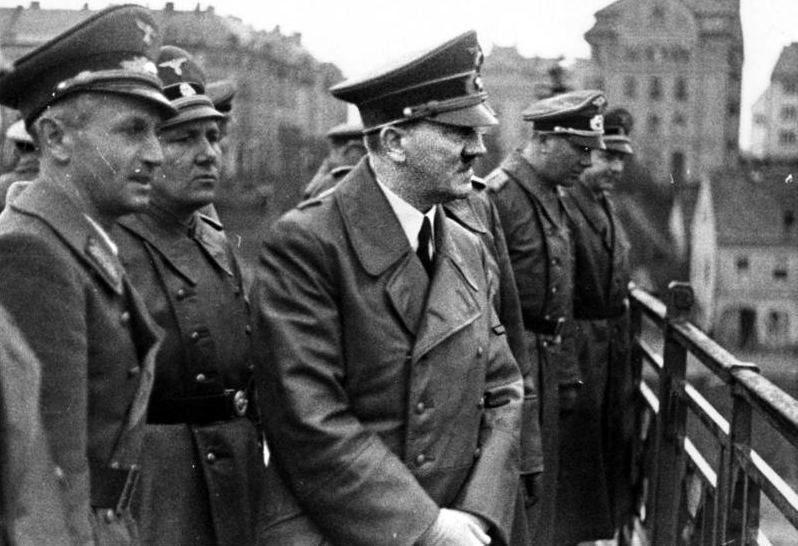
Martin Bormann och Hitler 1941.

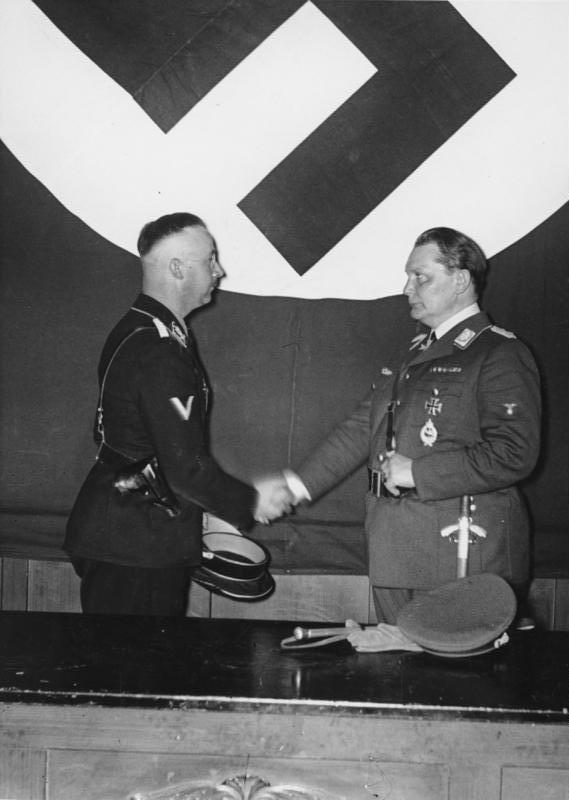
Hermann Göring (till höger) utnämner SS-Reichsführer Heinrich Himmler till chef för Geheime Staatspolizeiamt 1934.

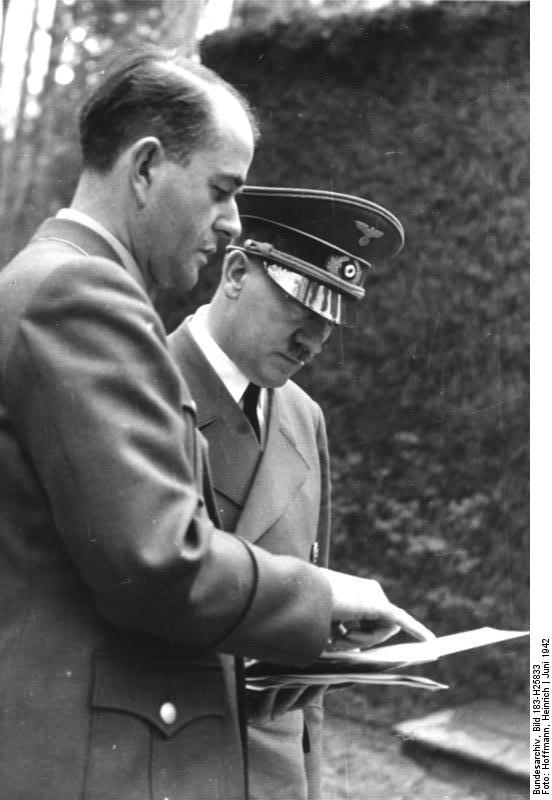
Albert Speer och Hitler 1942.

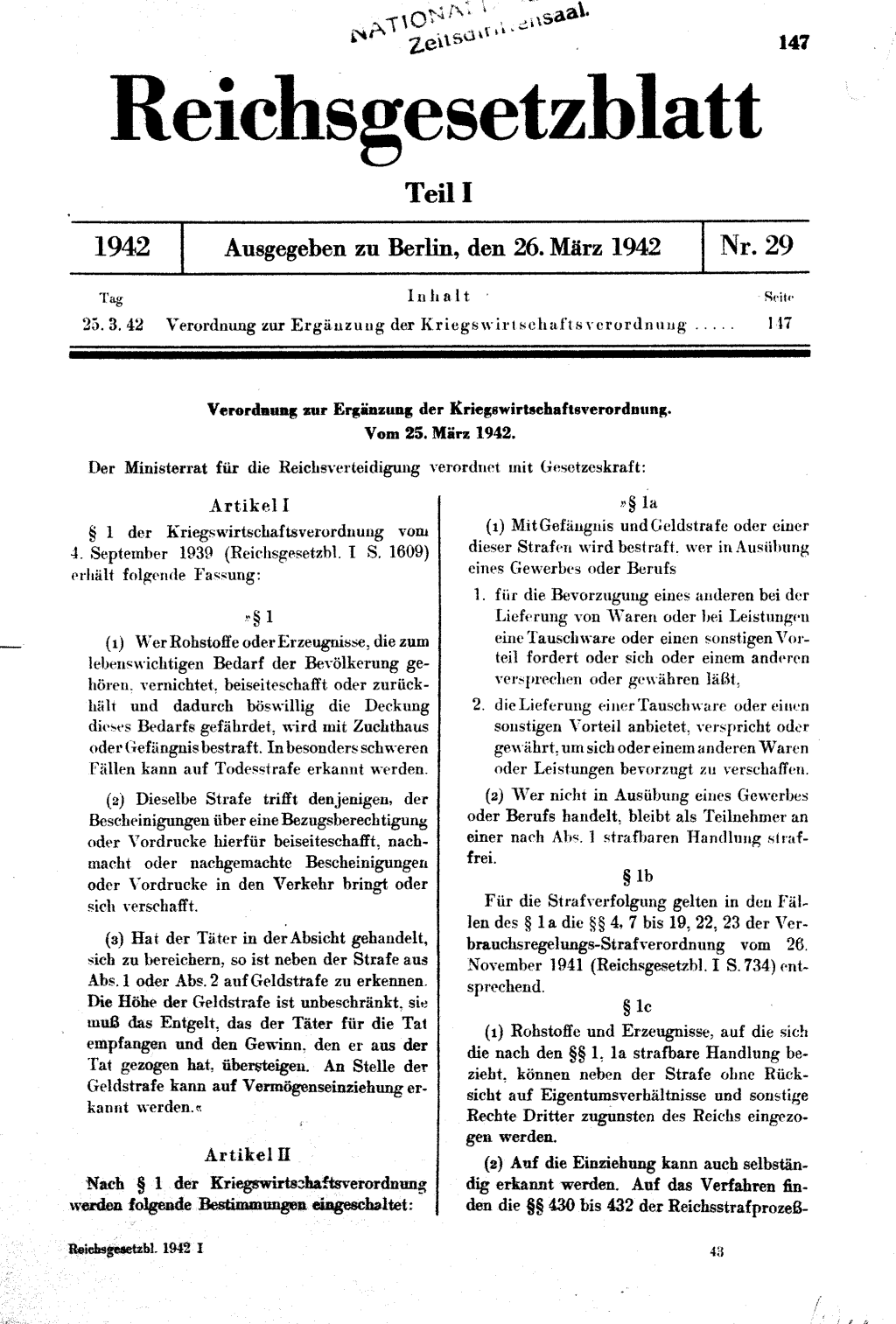
Förordning utfärdad av ministerrådet för riksförsvaret 1942.

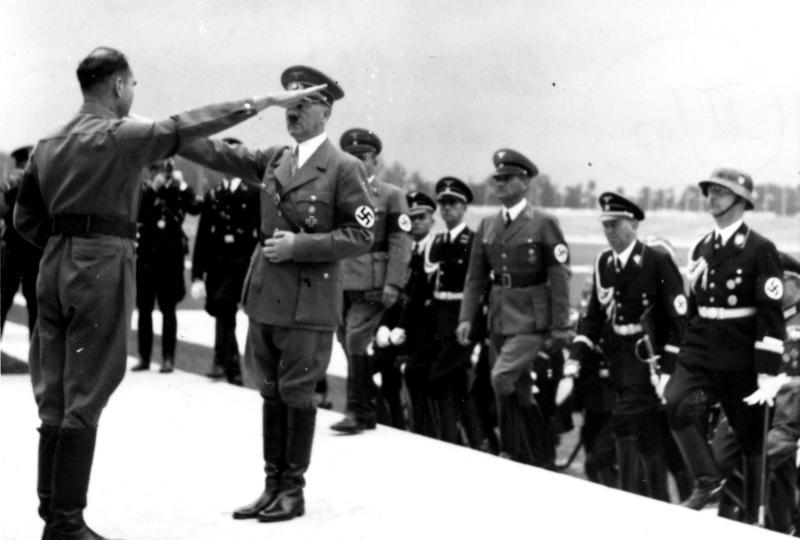
Rikspartidagen 1938 öppnas. Rudolf Hess lämnar över till Hitler.

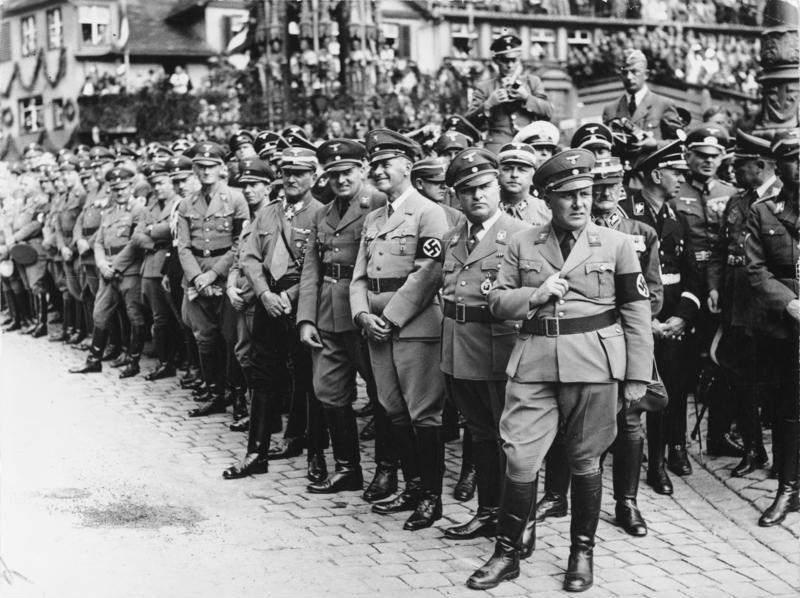
Höga partifunktionärer 1938.

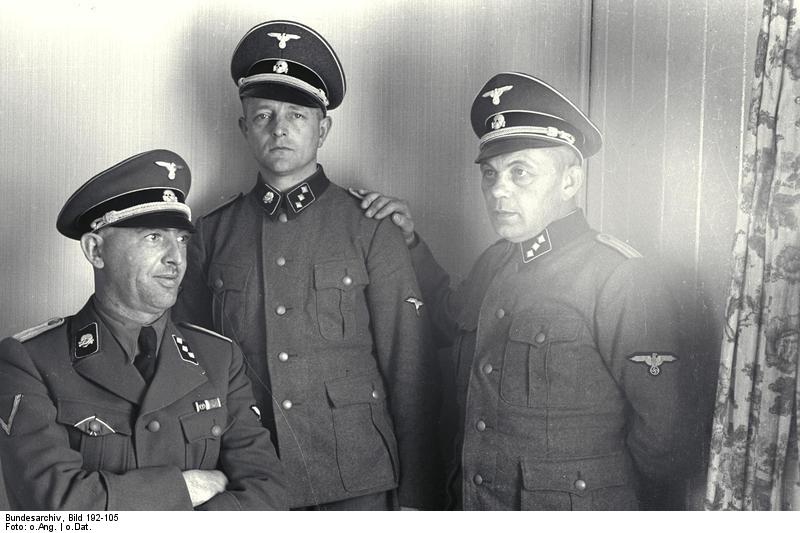
Koncentrationslägervakter i Mauthausen.

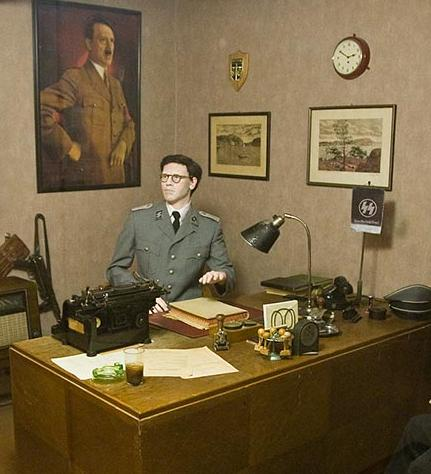
Ett tjänsterum hos Gestapo (modern rekonstruktion).

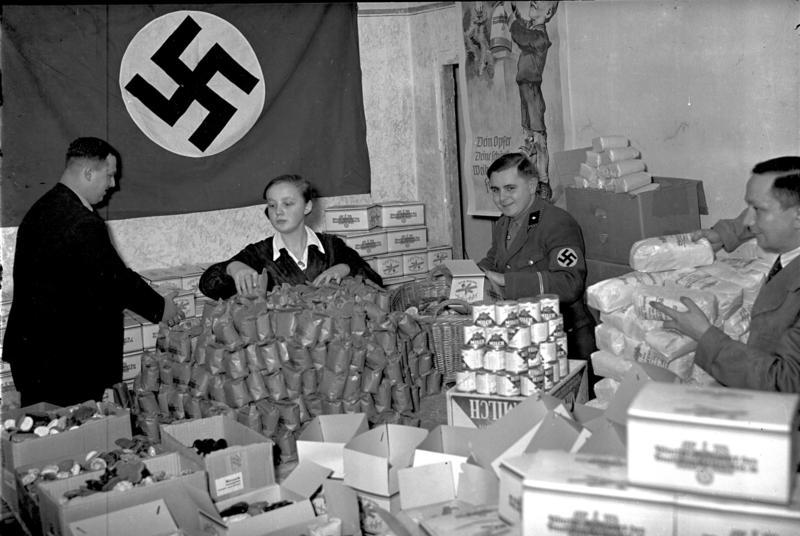
Julklappar till de fattiga i nazismens Tyskland 1935.

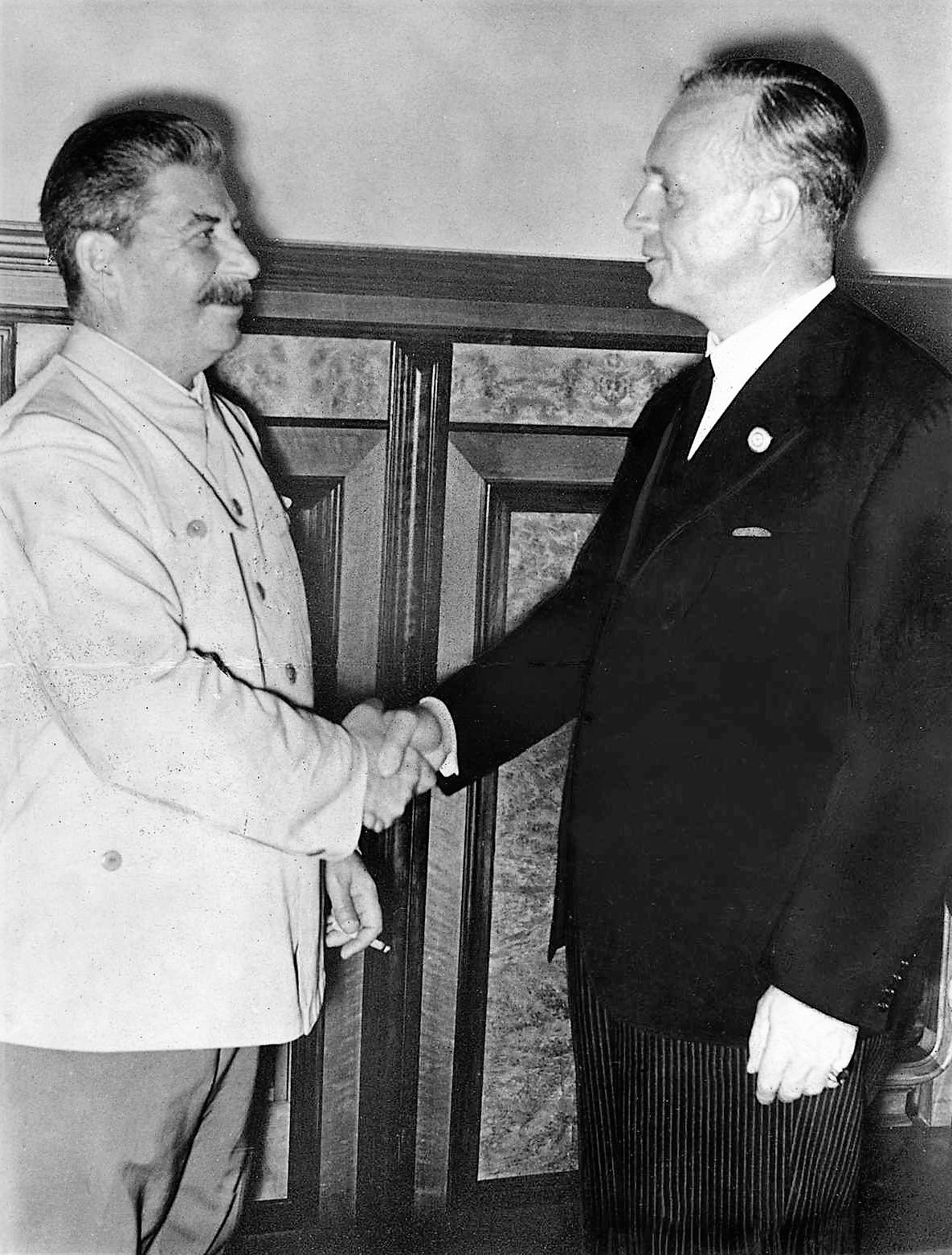
Stalin och Ribbentrop skakar hand efter undertecknandet av det fördrag.

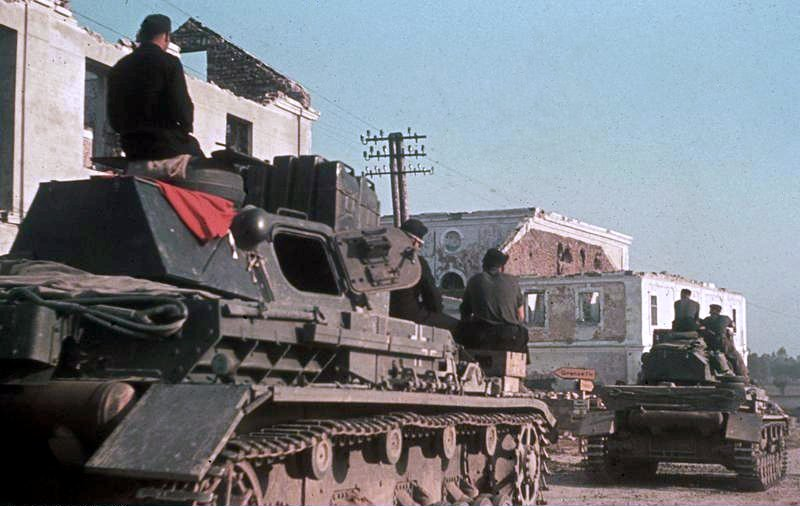
Tysk stridsvagn Panzer IV 1941.

Nazityskland (tyska: NS-Deutschland eller NS-Staat, ”NS-staten”) kallas traditionellt den period i tyska rikets historia då landets statsskick var en enpartistat under Nationalsocialistiska tyska arbetarepartiet (NSDAP) ledd av Adolf Hitler, vilken varade från Nazisternas maktövertagande 30 januari 1933 till Tysklands kapitulation i andra världskriget 8 maj 1945. Nazitysklands kapitulation avslutade kriget i Europa. Ett annat namn för periodens statsapparat är tredje riket (Drittes Reich).
Den 30 januari 1933 utnämndes Adolf Hitler till tysk rikskansler. Trots att han först ledde en koalitionsregering eliminerade han snabbt sin regeringspartner. Vid denna tid var de tyska nationella gränserna fortfarande de som fastställts i fredsfördraget i Versailles (1919) mellan Tyskland och de allierade (Storbritannien, Frankrike, USA, Italien, Japan et al.) i slutet av första världskriget (1914–1918). I norr gränsade Tyskland till Nordsjön, Danmark och Östersjön. I öster var gränsen uppdelad i två och gränsade mot Litauen, fristaden Danzig, Polen och Tjeckoslovakien. I söder gränsade Tyskland till Österrike och Schweiz samt i väster till Frankrike, Luxemburg, Belgien, Nederländerna, Rhenlandet och Saarland. Dessa gränser ändrades då Tyskland återtagit kontrollen över Rhenlandet, Saarland och Memelland och annekterat Österrike, Sudetenland, Böhmen och Mähren. Tyskland expanderade till Stortyskland (Großdeutsches Reich) under andra världskriget, som började efter att Tyskland den 1 september 1939 invaderade Polen, vilket fick Storbritannien och Frankrike att förklara krig två dagar senare.
Under andra världskriget erövrade och ockuperade Tyskland merparten av Europa och Nordafrika. Nazisterna förföljde och mördade miljontals judar och andra minoriteter inom ramen för Förintelsens slutgiltiga lösning. Trots alliansen Axelmakterna med andra nationer, främst Italien och Japan, besegrades Tyskland 1945 och ockuperades av fyra av de allierade länderna (Frankrike, Sovjetunionen, Storbritannien och USA).

## Tysklands namn under nazitiden
Tysklands officiella namn var Deutsches Reich, "Tyska riket", från 1871 till 1943, då namnet ändrades till Großdeutsches Reich (Stortyska riket). Namnen Nazityskland och Hitlertyskland har framför allt använts av eftervärlden för att skilja perioden 1933–45 från Kejsardömet Tyskland och Weimarrepubliken, då landet också kallades "Tyska riket". Namnet Tredje riket (tyska: Drittes Reich) betecknar den nazistiska staten som en historisk efterföljare till det medeltida Tysk-romerska riket (962-1806) och det moderna Kejsardömet Tyskland (1871–1918), men termen förklarades förlegad av propagandaministeriet den 10 juni 1939, både för att utvecklingen passerat kriterierna och för att politiska motståndare drev gäck med regimen genom att spekulera om det Fjärde riket.

## Historia

### Förhistoria
Efter de frustrationer som växte efter Versaillesfördraget, den världsomspännande ekonomiska depressionen under 1930-talet, anti-traditionalismen under Weimarrepubliken och ökad aktivitet från kommunismen i Tyskland, började många vända sitt stöd mot Nazistpartiet, som gav stora löften om en ekonomisk, kulturell och militär återfödelse. Dolkstötslegenden om hur Tyskland förlorade första världskriget fick stor spridning.
Sedan slutet av 1920-talet upplevde NSDAP en brant uppgång. 1928 hade 800 000 röstat på partiet. Två år senare, 1930, hade antalet väljare ökat till 6,5 miljoner och hade därmed blivit näst största partiet. I valet sommaren 1932 blev NSDAP största partiet med knappt 14 miljoner röster. De sista valen i mars 1933, när nationalsocialisterna redan hade börjat med sin terror mot oliktänkande, gav 43,9% och fortfarande ingen egen majoritet. En hemlighet bakom framgången var att partiet var öppet för alla yrken och grupper och att det samlade de missnöjda. 1930 var bönder, självständiga och pensionärer överrepresenterade. 1932 var det främst människor i små samhällen, pensionärer, studenter och husfruar som röstade på Hitler och hans parti. Arbetarna och framförallt katolikerna röstade i mindre utsträckning på NSDAP. I storstäderna var det främst de välbärgade som röstade på nationalsocialisterna eftersom man uppfattade partiet som ett "bålverk mot bolsjevismen".
Den 30 januari 1933 utnämndes Hitler till rikskansler av president Paul von Hindenburg efter att försök av General Kurt von Schleicher att skapa en fungerande regering misslyckats. Hindenburg pressades av Hitler genom sin son, Oskar von Hindenburg, och även från före detta kansler Franz von Papen.
Trots att NSDAP erhållit flest antal röster i de två riksdagsvalen 1932, hade de ingen egen majoritet, och endast en tunn majoritet i riksdagen med deras nationalistiska DNVP-NSDAP-koalition.

### NSDAP konsoliderar sin maktposition
Den 30 januari 1933 (efter en längre period av politisk instabilitet) utsågs NSDAP:s ledare Adolf Hitler till tysk rikskansler av Tysklands rikspresident Paul von Hindenburg, vilket skedde till följd av påtryckningar från bland annat den förutvarande rikskanslern Franz von Papen. von Papen gjorde detta för att utmanövrera sin rival, den dåvarande rikskanslern Kurt von Schleicher som bland annat förhandlade om en kompromisslösning på det politiska dödläget med den tyska arbetarrörelsen vilket inte gillades av den konservative von Papen. Efter att rikspresident von Hindenburg avsatt von Schleicher och tillsatt Hitler som rikskansler utsågs Franz von Papen till den maktlösa positionen vice rikskansler och han hade därifrån tänkt styra landet bakom ryggen på amatören Hitler men detta visade sig vara en grov missräkning då Hitler snart började inrätta sig själv som diktator. Trots att NSDAP blivit största parti i valet november 1932 med 33,1 % av rösterna skedde det nazistiska maktövertagandet alltså inte vare sig genom val eller statskupp. I samband med Hitlers utnämning bildades också en koalitionsregering med NSDAP och det konservativa Tysknationella folkpartiet.
Riksdagshusbranden 27 februari 1933 gav nazisterna en förevändning att sätta den tyska rättsstaten ur spel under förespeglingen att man måste rädda landet undan kommunistisk terror och annalkande revolution. Tysklands kommunistiska parti förbjöds och de kommunistiska ledamöterna i den tyska riksdagen som inte lyckades fly fängslades och sattes snart i koncentrationsläger. Allt detta skedde i enlighet med nödlagarna i Weimarrepublikens grundlag artikel 48 och Hitlers dekret som gav denna makt skrevs under av rikspresident von Hindenburg. Riksdagshusbrandsdekretet följdes av en våldsvåg från nazisternas paramilitära SA riktad mot judiska advokater, skiljedomare, samt vänsterrörelsens kontor och tidningar.
Den 5 mars 1933 hölls nyval men trots hotet från SA mot de andra partierna och en statsunderstödd propagandakampanj fick nationalsocialisterna inte majoriteten av rösterna utan 43,9 %. Tillsammans med Deutschnationale Volkspartei hade man dock majoriteten i riksdagen med 51,8 % av rösterna. Den 21 mars hölls riksdagens öppningsceremoni i Garnisonkirche i Potsdam, den så kallade Potsdamdagen. Sista steget i upplösningsprocessen av demokratin och säkrandet av NSDAP:s makt kom i och med framröstningen av fullmaktslagen (Ermächtigungsgesetz), vilka gjorde att rikskansler Hitler kunde styra direkt genom dekret utan att ta hänsyn till vare sig presidenten eller riksdagen i fyra år varefter Hitler lovade att avgå. För att få igenom fullmaktslagarna krävdes 2/3 av riksdagens röster och med avgörande hjälp från det katolska Centrumpartiet och det faktum att de kommunistiska ledamöterna satt i fängelse nåddes detta mål. Även detta drastiska steg fanns det utrymme för i Weimarrepublikens grundlag. Det stod nu Hitler fritt att förbjuda alla andra partier och etablera en enpartistat. 21 mars etablerades det första koncentrationslägret i Dachau för politiska fångar.
Efter att på detta vis kväst den yttre oppositionen vände sig Hitler nu mot meningsmotståndare inom partiet. Inom SA (som varit så viktigt för NSDAP:s makttillträde) fanns det många (däribland ledaren Ernst Röhm) som ansåg att det var dags för en "andra revolution" där partiet slutligen svepte undan det konservativa etablissemanget och grep all makt själv. Som ett led i detta utövade Röhm påtryckningar mot Hitler för att SA skulle bli en del av de väpnade styrkorna, vilket i sin tur förskräckte den konservativa arméledningen. Ställd inför hotet om konflikt mellan armén och partiet (i förlängningen möjligtvis ett inbördeskrig) valde Hitler att undanröja detta hot genom att låta mörda Röhm och andra SA-ledare i de långa knivarnas natt den 30 juni 1934. Detta våldsutbrott riktade sig inte endast mot SA utan drabbade även andra tänkbara utmanare och motståndare, som Kurt von Schleicher och Gustav von Kahr som var den som hade satt stopp för Ölkällarkuppen 1923. Antalet dödsoffer var totalt mellan 150 och 200 döda. I och med rikspresident von Hindenburgs död i augusti 1934 försvann ännu en potentiell utmanare, och Hitler kunde nu göra sig till ensam diktator av Tyskland genom att avskaffa presidentämbetet och utnämna sig själv till statschef med den nya titeln Führer ("ledare") som lades till hans roll som rikskansler (regeringschef).
Hitler hade då slutligen konsoliderat partiets makt. Även om han aldrig helt lyckades få absolut kontroll över vare sig det konservativa etablissemanget eller det egna partiet, var enpartistatens maktposition solid från och med då mer eller mindre ända fram till krigsslutet.

### Gleichschaltung
Gleichschaltung (tyska för likriktning) var en term för nazisternas successiva etablering av ett system med totalitär kontroll över individen och alla delar av samhället. 
För kyrkans roll, se Kyrkan i Nazityskland
För organiserandet av kulturlivet, se Reichskulturkammer

### Andra världskrigets utbrott
Den 1 september 1939 gick Tyskland in i Polen. Två dagar senare, den 3 september förklarade Storbritannien och Frankrike krig, vilket blev startsignalen för Andra världskriget. Efter ungefär fyra veckor var det polska militära motståndet brutet. Samtidigt som Polen befann sig i krig med Tyskland i väst, marscherade Sovjetunionen in från öster i enlighet med Molotov-Ribbentroppakten.
Sovjetunionen annekterar Litauen, Lettland och Estland den 3 oktober, efter överenskommelse mellan Stalin och Hitler vid Ribbentrops besök i Moskva den 27 september. Därefter inleddes, den 30 november 1939, det finska vinterkriget med Sovjetunionens invasion av Finland. Samtidigt kom även Ungern, Rumänien och Bulgarien att sluta pakt med Tyskland.
Den 9 april 1940 angrep Tyskland Danmark och Norge i ett försök att säkra järnmalmstransporterna från Sverige och samtidigt etablera fördelaktiga flottbaser längs den norska kusten. Angreppet blev en tysk framgång trots att man förlorade en stor del av sin flotta längs Norges västkust. Danmark och Norge ockuperades.
Under tiden stod västfronten stilla medan de allierade förlitade sig på blockadvapnet. Frankrikes armé intog en defensiv strategi bakom Maginotlinjen. Av den anledningen lät Adolf Hitler sina trupper överskrida Beneluxländernas gränser i maj 1940. De allierade trupperna gick därefter in i Belgien, varpå tyskarna intog delar av Nederländerna genom överraskande luftlandsättning men satte in sitt huvudanfall genom Ardennerna, ut mot Engelska kanalen. Anfallet splittrade de allierade arméerna, som tvingades evakuera den europeiska kontinenten (Dunkerque). När de drog sig ut ur Belgien gick Tyskland in ifrån öst. Frankrike stod inom kort besegrat. I detta läge den 10 juni hade Mussolinis Italien gått med i kriget på axelmakternas sida och gick nu till anfall mot Frankrike.

### Förföljelse och utrotningskampanjer
Förföljelser baserade på rasistiska föreställningar, mot etniciteter, sociala minoriteter och icke önskvärda, avvikande människor fortsatte i Tyskland och i de ockuperade områdena. Enligt nazisterna var dessa grupper av människor degenererade och brottsbenägna, antisociala individer, vilka utgjorde fara för samhället och renheten. Förklaringen till deras avvikelse fanns i deras arvsanslag, mot vilket samhället behövde skyddas såväl brottspreventivt som biologiskt.Aktion T4 var nationalsocialisternas eutanasiprogram (eutanasi betyder ungefär "dödshjälp"), riktades mot de så kallade ”unnütze Esser”, onyttiga ätare: mentalt sjuka, och personer med olika former av intellektuell funktionsnedsättning, det kunde även handla om personer med epilepsi och så vidare. Mellan 200 000 och 300 000 intagna dödades i Tredje riket genom det så kallade T4-programmet, som fick sitt namn efter gatunamnet Tiergarten 4 i Berlin, varifrån projektet leddes via ett antal väl dolda filialer i form av anstalter ute på landsbygden. Tanken att avliva ”livsodugliga” personer väckte starkt motstånd, bland annat hos kristna präster. Men projektet tog fart i skuggan av andra världskriget, då den tyska befolkningen fick annat att tänka på. De funktionshindrade sågs som en belastning för anstaltsvården och krigshushållet medan - som en av eutanasiprojektets läkare lade orden - ”rasmässigt högst värdefulla tyska män” måste offra sina liv i fält. Från och med 1941 var judar tvungna att bära en gul stjärna när de befann sig på offentliga platser. De flesta judar var instängda i getton där de kunde hållas avskilda och isolerade från gemene tysk. Den 20 januari 1942 sammanträdde Wannseekonferensen som var en konferens mellan SS och NSDAP, och leddes av SS-Obergruppenführer Reinhard Heydrich, chef för Nazitysklands säkerhetsministerium. På konferensen diskuterades "den slutgiltiga lösningen av judefrågan" och på mötet meddelade Heydrich att han skulle leda arbetet på uppdrag av Hermann Göring. Under nazistregimen mördades ungefär sex miljoner judar, ett stort antal romer, Jehovas vittnen, polacker och andra slaver, sovjetiska krigsfångar, personer med psykiska och/eller fysiska funktionshinder, homosexuella, politiskt och religiöst oppositionella. Sammanlagt blev mer än tio miljoner människor satta i tvångsarbete. Termen Förintelsen kom i allmänt bruk 1978 för att beskriva folkmordet under nazitiden.

### Efterkrigstiden
Tyskland kapitulerade 8 maj 1945 efter att Adolf Hitler tagit sitt liv i Berlin 30 april och Karl Dönitz tog över som statsöverhuvud. Japan fortsatte kriget fram till dess att USA fällde atombomber över Hiroshima och Nagasaki i augusti samma år. I februari 1945 delade USA, Sovjetunionen, Frankrike och Storbritannien upp Tyskland i ockupationszoner: de tre västliga ockupationszonerna som senare kom att bilda Förbundsrepubliken Tyskland (BRD), den sovjetiska zonen som senare blev Östtyskland (DDR) i oktober 1949, Ostpreussen med Königsberg ockuperades och annekterades av Sovjet, Posen-Schlesien-Ostpreussen förutom Königsberg blev ockuperat och senare annekterat av Polen. Väst- och Östtyskland blev i praktiken allierade med Förenta Staterna respektive Sovjetunionen. Efter kriget låg stora delar av Europa i ruiner och i november 1945 påbörjas Nürnbergprocessen mot militära och politiska ledare i Tyskland. Förenta nationerna grundades i oktober 1945 och judar, som varit det största målet för nazisterna, blev tilldelade land i Mellanöstern som blev den judiska staten Israel i maj 1948. I augusti 1961 uppfördes Berlinmuren, som delade den före detta tyska huvudstaden Berlin mellan det socialistiska och det kapitalistiska blocket. Muren revs i november 1989, och Tyskland blev åter en enad stat i oktober året därpå.

## Politik
Weimarrepublikens författning förändrades så att den nationalsocialistiska politiska ordningen kunde genomföras. År 1933 gavs riksregeringen obegränsad lagstiftningsmakt genom Fullmaktslagen, även omfattande rätten att avvika från gällande konstitution. Riksrådet, den övre eller förbundskammaren, avskaffades och tyska riksdagen blev ett maktlöst organ, när lagar och förordningar utfärdades som Führerdekret. Vid rikspresidenten Paul von Hindenburgs död 1934 förenades rikspresidents- och rikskanslerämbetena i Hitlers person.
Nazityskland saknade en klar ledningsstruktur och präglades på nästan alla nivåer av kampen mellan konkurrerande hierarkier. I toppen fanns det fyra rivaliserande maktcentra:
- Hitlers ledarskap
- Riksregeringen
- NSDAP
- Heinrich Himmlers SS-stat

### Hitlers ledarskap
Den grundläggande ledarskapsprincipen i Nazityskland på alla nivåer var Führerprincipen – att makten utövades av en enda person med särskilda mentala gåvor. Makten utgick från den högste ledaren – Adolf Hitler – som direkt eller indirekt utsåg de underordnade ledarna. Statliga myndigheter och partiorganisationer fick överlappande och korsande befogenheter vilket medförde ständiga jurisdiktions- och kompetensstridigheter, som ytterst endast kunde avgöras av Hitler personligen. De formella organisatoriska strukturerna blev helt underordnade Hitlers vilja och den traditionella byråkratiska strukturen beroende av det stöd den fick uppifrån. Typiskt är att samma eller liknande uppdrag kunde tilldelas tre olika typer av organisationer: en statlig myndighet, en partiorganisation och ett tillfälligt skapat ad hoc-organ (bland annat riksregeringens delegerade organ) där statens och partiets myndighet sammanblandades. I denna polykratiska struktur härskade ett antal nazistiska koryféer vilka endast var underkastade Hitlers vilja, men som tilläts bygga upp rivaliserande och konkurrerande maktcentra.
Som enda källa till makten kunde Hitler delegera maktbefogenheter helt godtyckligt och högst personligt. Han fördelade uppdrag och chefskap beroende på det förtroende han kände för sina underordnade vilket betydde att den nazistiska elitens inre krets inte var underkastade andra villkor än Hitlers skiftande personliga preferenser. Till yttermera visso var de befogenheter som delegerades sällan särskilt specifika vilket betydde att befogenheterna endast kunde utövas till den grad som vederbörande just då innehade Hitlers förtroende. Kampen om Hitlers gunst åstadkom bittra fejder, skiftande allianser och radikala omkastningar inom den nazistiska eliten.

### Den inre kretsen
Till den nazistiska elitens inre krets hörde de som hade fått sina befattningar direkt av Hitler. En del forskare kallar dessa personer för Hitlers vasaller och ser Hitlers ledarskap som en sorts modern feodalism. Typiskt är de många uppdragen inom ibland vitt skilda områden.
- Martin Bormann, Reichsleiter, chef för partikansliet, Hitlers privatsekreterare (1943), riksminister utan portfölj, ledamot av ministerrådet för riksförsvaret, riksdagsledamot, SS-Obergruppenführer, chef för Volksturm.
- Hans Frank: Generalguvernör över det ockuperade Polen, riksminister utan portfölj, Reichsleiter (till 1942), preses i Akademin för tysk rätt och Internationella juristkammaren (till 1942), ordförande i Nationalsocialistiska juristförbundet (till 1942), SA-Obergruppenführer.
- Wilhelm Frick: Reichsleiter och gruppledare i riksdagen, riksinrikesminister (till 1943), Preussens inrikesminister (till 1943), riksprotektor för Böhmen-Mähren (1943–1945), riksvalförrättare (till 1943), generalfullmäktige för riksförvaltningen (till 1943), ledamot av riksförsvarsrådet (till 1943), ledamot av ministerrådet för riksförsvaret (till 1943), ledamot av Dreierkollegium (till 1943).
- Joseph Goebbels, Reichsleiter, partiets riksprogagandaledare, rikspropagandaminister, ledamot av hemliga kabinettsrådet, ordförande i ministerkommittén för flyganfallsskador, preses i rikskulturkammaren, Gauleiter i Berlin, stadspresident i Berlin (1944), riksförsvarskommissarie för Berlin, riksfullmäktige för den totala krigsansträngningen.
- Hermann Göring: Hitlers utsedde efterträdare (till 1939), riksluftfartsminister och chef för Luftwaffe, delegerad för fyraårsplaneringen, ledamot av hemliga kabinettsrådet, ordförande i ministerrådet för riksförsvaret, ordförande i riksforskningsrådet, ordförande i den centrala planeringsmyndigheten, ordförande i styrelsen för Reichswerke Hermann Göring, Preussens ministerpresident, ställföreträdande riksståthållare i Preussen, president i det preussiska statsrådet, riksdagens talman, riksforstmästare, riksjägmästare.
- Rudolf Hess: Hitlers utsedde efterträdare (1939–1941), ställföreträdande partiledare (till 1941), riksminister utan portfölj (till 1941), ledamot av hemliga kabinettsrådet (till 1941), ledamot i ministerrådet för riksförsvaret (till 1941).
- Heinrich Himmler: Reichsführer-SS, Reichsleiter, rikspolischef, riksinrikesminister (1943–1945), rikskommissarie för befästandet av den tyska folkstammen (1939), chef för etapparmén (1944), militär chef för Volkssturm.
- Robert Ley, Reichsleiter, chef för Deutsche Arbeitsfront (DAF), rikskommissarie för socialt bostadsbyggande (1940) och riksbostadskommissarie (1942), ledare för Deutsches Wohnungshilfswerk (1943) (med ansvar för bostäder åt utbombade civila), SA-Obergruppenführer.
- Joachim von Ribbentrop: Riksutrikesminister (1938), ledamot av hemliga kabinettsrådet, medlem av Hitlers politiska kansli vid Führerhauptquartier, riksdagsledamot, SS-Obergruppenführer.
- Alfred Rosenberg: Reichsleiter, chef för partiets utrikespolitiska kontor, chef för partiets ideologiska skolning, chef för Einsatzstab Reichsleiter Rosenberg, riksminister för det ockuperade Östeuropa, SA-Obergruppenführer.
- Albert Speer, Reichsleiter, generalbyggnadsinspektör för rikshuvudstaden Berlin, riksminister för upprustning och krigsproduktion (1942), chef för Organisation Todt (1942), generalinspektör för vägväsendet (1942), generalinspektör för fästningsbyggande (1942), generalinspektör för vatten och energi (1942), generalfullmäktige för rustningsväsendet i fyraårsplaneringen (1942), riksdagsledamot (1941).
- Fritz Todt, Reichsleiter, riksminister för upprustning och krigsproduktion (till 1942), chef för Organisation Todt (till 1942), generalinspektör för vägväsendet (till 1942), generalinspektör för fästningsbyggande (till 1942), generalinspektör för vatten och energi (till 1942), generalfullmäktige för rustningsväsendet i fyraårsplaneringen (1942), SA-Obergruppenführer.
- Källa:[13]

### Riksregeringen
Riksregeringen bestod av riksministären, ministerrådet för riksförsvaret (Ministerrat für die Reichsverteidigung) och ledamöterna i hemliga kabinettsrådet (Geheimer Kabinettsrat). Riksregeringens makt minskade i konkurrens med de rivaliserande maktcentra, men ökades på bekostnad av de tidigare delstatsregeringarna när makten centraliserades på riksnivå. Typiskt var också de delegerade organen och andra myndigheter där statliga och partipolitiska uppdrag kombinerades.

#### Riksministären
- Rikskansler Adolf Hitler, deltog inte i riksregeringens vardagsarbete.
- Riksutrikesminister (Konstantin von Neurath, Joachim von Ribbentrop)
- Riksinrikesminister (Wilhelm Frick, Heinrich Himmler)
- Propagandaminister (Joseph Goebbels)
- Flygvapenminister (Hermann Göring)
- Finansminister (Lutz Schwerin von Krosigk)
- Justitieminister (Otto Thierack)
- Ekonomiminister (Walther Funk)
- Jordbruks- och näringsminister (Richard Walther Darré)
- Arbetsminister (Franz Seldte)
- Utbildnings- och forskningsminisiter (Bernhard Rust)
- Ecklesiastikminister (Hanns Kerrl)
- Kommunikationsminister (Julius Dorpmüller)
- Rikspostminister (Wilhelm Ohnesorge)
- Rustningsminister (Fritz Todt, Albert Speer)
- Riksministrar utan portfölj (Konstantin von Neurath, Hans Frank, Hjalmar Schacht, Arthur Seyss-Inquart)

#### Delegerade organ
Riksregeringens befogenheter kom delvis att delegeras till ett antal andra organ:
- Riksförsvarsrådet, under Hitlers ordförandeskap och med Göring som vice ordförande bildades 1933. Det bestod av i övrigt av utrikesministern, inrikesministern, finansministern, propagandaministern och ekonomiministern samt sedan 1938 chefen för OKW Wilhelm Keitel vilken även ledde arbetsutskottet.
- Generalfullmäktige för krigsekonomin (Generalbevollmächtigten für die Kriegswirtschaft) Hjalmar Schacht (senare Walther Funk), vilken genom den hemliga riksförsvarslagen 1935 bemyndigas att påbörja sitt arbete redan i fredstid.
- Generalfullmäktige för riksförvaltningen (Generalbevollmächtigter für die Reichsverwaltung), riksinrikesminister Wilhelm Frick, senare efterträdd av Heinrich Himmler. Underordnade denna generalfullmäktige var riksinrikesministeriet, riksjustitieministerier, riksutbildningsministeriet och riksecklesiastikministeriet.
- Delegerad för fyraårsplaneringen (Beauftragten fur den Vierjahresplan) Hermann Göring.
- Dreierkollegium  (de tres kollegium) hade till uppgift att förbereda krigs- och beredskapslagstiftningen. Det bestod av generalfullmäktige för krigsekonomin Hjalmar Schacht, generalfullmäktige för riksförvaltningen Wilhelm Frick, senare Heinrich Himmler, och chefen för Oberkommando der Wehrmacht, Wilhelm Keitel.
- Geheime Kabinettsrat  (det hemliga kabinettsrådet) bildades 1938 och stod under ordförandeskap av Konstantin von Neurath. Övriga ledamöter var utrikesminister Joachim von Ribbentrop, flygvapenchefen Hermann Göring, Rudolf Heß, propagandaminister Joseph Goebbels, expeditionschefen för rikskansliet Hans Heinrich Lammers, chefen för Kriegsmarine Erich Raeder och chefen för OKW Wilhelm Keitel.
- Ministerrådet för riksförsvaret (Ministerrat für die Reichsverteidigung) tillkom 1939 och lydde direkt under Hitler. Det hade lagstiftningsmakt rörande de riksförsvarsfrågor som inte riksregeringen själv hade lagstiftat om. I detta råd ingick rikskansliets expeditionschef Hans Heinrich Lammers; Rudolf Hess från 1941 ersatt av Martin Bormann; Wilhelm Frick som generalfullmäktige för riksförvaltningen, från 1943 ersatt av Heinrich Himmler; chefen för OKW Wilhelm Keitel; Walther Funk i sin egenskap av generalfullmäktig för ekonomin.

### Nazistpartiet
Efter maktövertagandet 1933 var Nationalsocialistiska tyska arbetarepartiet roll oklar. Hitlers ledarskap var också sådant att det inte klart avgränsade eller fastställde partiets uppdrag i den nya staten. En sorts maktdelning skisserade han i ett tal 1935 då han sade, att sådana frågor som kunde lösas av staten skulle lösas av staten, men sådana frågor som inte staten på grund av sin karaktär kan lösa måste lösas av partiet. Även om riksministrarna var nazister i den inre cirkeln, arbetade de ivrigt för att blockera partiets inflytande över statsapparaten. Så länge man inte gick mot Hitlers uttryckliga vilja var det heller inte omöjligt att motarbeta partiet. Från 1938 ökade dock partiets inflytande över staten generellt. Wehrmacht förlorade en stor del av sitt oberoende när rikskrigsministern och överbefälhavaren avskedades 1938 och dessa ämbeten övertogs av Hitler personligen. Annekteringen av Österrike (Anschluss) samt annekteringen av Sudetlandet och ockupationen av Böhmen-Mähren gav partiets befullmäktigade i dessa områden möjlighet att fritt genomföra nazistisk politik utan hinder av rikets statsbyråkrati.

### Himmlers SS-stat
Schutzstaffel (SS) var ursprungligen en liten livvaktsstyrka inom Sturmabteilung (SA) under Heinrich Himmlers befäl, som med tiden även fick ansvar för nazistpartiets säkerhetstjänst Sicherheitsdienst (SD). Efter de långa knivarnas natt 1934 frigjordes SS från SA och fick ansvar för koncentrationslägren. För att administrera och bevaka dessa byggde Himmler upp en väpnad styrka, SS-Totenkopfverbände (SS-TV). Under 1934 pressades Göring av Himmler att acceptera att kontrollen över Gestapo överfördes till SS. Trots starkt motstånd från riksinrikesminister Wilhelm Frick blev Himmler sedan 1936 tysk rikspolischef. Himmler hade 1939 byggt upp SS till det viktigaste av Nazitysklands maktcentra, genom att sammansmälta SS-organisationen med de statliga myndigheter Himmler kontrollerade, till exempel Reichssicherheitshauptamt (RSHA) och rikspolisstyrelsen Hauptamt Ordnungspolizei. Som rikskommissarie för befästandet av den tyska folkstammen fick Himmler 1939 ansvaret för att genomföra Hitlers raspolitik. Under kriget utvecklades SS militära del, Waffen-SS, till en fjärde försvarsgren.
Himmlers maktsfär avgränsades av de ämbeten som han personligen innehade (i kronologisk ordning):
- Reichsführer-SS 1929
- Partibefullmäktigad för rasfrågor (Beauftragter der NSDAP für alle Volkstumsfragen)
- Rikspolischef (Chef der Deutschen Polizei) 1936
- Ordförande för föreningen Ahnenerbe (Verein "Das Ahnenerbe") 1936
- Ordförande för föreningen Lebensborn (Verein "Lebensborn e.V.") 1936
- Inrikesminister i Tyska Riket Preussen (Reichs- und Preussischer Minister des Innern) 1943
- Generalfullmäktige för statsförvaltningen (Generalbevollmächtigter für die Verwaltung) 1943
- Chef för arméns materielanskaffning och chef för hemmaarmén (Chef der Heeresrüstung und Befehlshaber des Ersatzheeres) efter 20 juli-attentatet 1944[14]

## Rättsväsende
Det mesta av det tyska juridiska systemet från Weimarrepubliken kvarstod under och efter tredje riket, men lagarnas tillämpning kom att förändras och likaså domsluten. Alla politiska partier förutom nazistpartiet förbjöds, de mänskliga rättigheterna som funnits med i Weimarrepublikens konstitution blev obrukbara genom flera rikslagar (tyska: Reichsgesetze), flera minoritetsgrupper, judar, oppositionella politiker och östeuropeiska krigsfångar fråntogs de flesta rättigheter. Planerna på att införa en folkstrafflag (tyska: Volksstrafgesetzbuch) väcktes 1933 men blev inte verklig förrän i slutet av andra världskriget.
En ny typ av domstol, folkdomstol (tyska: Volksgerichtshof), instiftades 1934 för att hantera ärenden av hög politisk vikt. Mellan 1934 och 1944 utdömdes totalt 5 375 dödsstraff. I dess siffror räknas inte de uppskattningsvis 2 000 förkunnade domar som fälldes mellan 1944 och 1945. Domstolens mest framträdande jurist var Roland Freisler och var den som ledde domstolens arbete från och med augusti 1942 till och med februari 1945. Under kriget avrättades ungefär 30 000 tyska soldater på grund av krigsrätts- eller ståndrättsdomar.

## Militär struktur
Överbefälhavare - Adolf Hitler övertog 1938 överbefälet över Wehrmacht, den tyska krigsmakten.
OKW — Tyska krigsmaktens överkommando
Chef för OKW - Fältmarskalk Wilhelm Keitel, ledamot av riksregeringen med riksministers ställning, ledamot av hemliga kabinettsrådet, ledamot av ministerrådet för riksförsvaret, ledamot av riksförsvarsrådet.
Generalstabschef, chef för den operativa avdelning - Generalöverste Alfred Jodl
Heer — Armé
OKH — Arméns överkommando
Arméchefer
Generalöverste Werner von Fritsch (1935-1938)
Fältmarskalk Walther von Brauchitsch (1938-1941)
Führer och Rikskansler Adolf Hitler (1941-1945)
Fältmarskalk Ferdinand Schörner (1945)
Kriegsmarine — Marinen
OKM — Marinens överkommando
Chefer för marinen
Storamiral Erich Raeder (1928-1943)
Storamiral Karl Dönitz (1943-1945)
Generalamiral Hans-Georg von Friedeburg (1945)
Luftwaffe — Flygvapen
OKL — Flygvapnets överkommando
Chefer för flygvapnet
Riksmarskalk Hermann Göring (1935-1945)
Fältmarskalk Robert Ritter von Greim (1945)
Abwehr — Militära underrättelsetjänsten
Konteramiral Konrad Patzig (1932-1935)
Viceamiral Wilhelm Canaris (1935-1944)
Waffen-SS — Nazityska SS militära gren.

## Ekonomi
Den nazistiska regimen kom till makten i stor utsträckning som ett resultat av den svåra ekonomiska situationen i den internationella depressionens spår. Arbetslösheten minskade till följd av omfattande offentliga arbetsprogram, som bland annat omfattade de nya motorvägarna. Senare drevs ekonomin av ett omfattande upprustningsprogram, som delvis finansierades av sedelpressarna. Inflationen hölls dock nere genom en hård statlig kontroll av ekonomin och arbetstagarna. Regimen försökte vidare övervinna en svår brist på utländsk valuta genom bilaterala handelsavtal med omgivande länder och omfattande ransonering av importvaror.
Vid andra världskrigets utbrott hade Tyskland full sysselsättning, men mindre god reallöneutveckling för löntagare eftersom resurser styrdes till upprustningen. Statens skuldsättning hade även ökat kraftigt. Under kriget plundrades erövrade områden och tvångsarbetskraft användes i stor utsträckning. Mot slutet av kriget var det inte minst Tyskland som drabbades av bombningar och truppförluster. Mycket av Tysklands industriella bas förblev dock intakt

## Kommunikationer

### Vägar
De mest kända kommunikationerna i Tyskland var motorvägarna. Många tror också idag att motorvägarna uppfanns av nazisterna och att Tyskland var först i världen med motorvägar. Detta stämmer inte. Italien hade börjat bygga motorvägar i större skala något tidigare och planer för tyska motorvägar fanns redan under Weimarrepubliken. Enstaka motorvägar hann till och med öppnas innan Hitler tillträdde som rikskansler. Det var däremot Tyskland som fick intresse för att bygga motorvägar i större skala. Ett speciellt motorvägsministerium bildades som leddes av Fritz Todt. Från 1933 och fram till krigsslutet byggdes också ca 3800 kilometer motorväg i det som då var Tyskland. Planerna var mycket stora. Det planerades ca 20000 kilometer motorväg totalt och de var tänkta att nå ända ut till bland annat Svarta havet. Inte ens idag har man uppnått den längden av motorvägar som planerades i Tyskland. Än idag utgör motorvägarna från Tyskland stommen i det tyska motorvägsnätet och broar och liknande vittnar om vilken tid vägarna byggdes.

### Järnvägar
Tysklands järnvägsnät var av högre standard jämfört med den i övriga länder. Utvecklingen av loktyper låg mycket långt framme och bland annat Sverige tog efter Tysklands lokteknik under den här tiden. Banstandarden var hög och järnvägsnätet finmaskigt. Även vissa mycket tidiga snabbtåg togs fram i Tyskland, vilka också slog olika fartrekord. Storslagna planer fanns även inom järnvägen. Den mest anmärkningsvärda bestod av att bygga nya järnvägar med extremt bred spårvidd. Det talades om 3000 mm spårvidd istället för den normala på 1435 mm. Till detta skulle det byggas gigantiska vagnar som skulle innehålla hotell och luxiösa restauranger. Tågen skulle kunna jämföras med fartyg i lyxklass. Projektet hann dock aldrig påbörjas.

## Sverige och Nazityskland

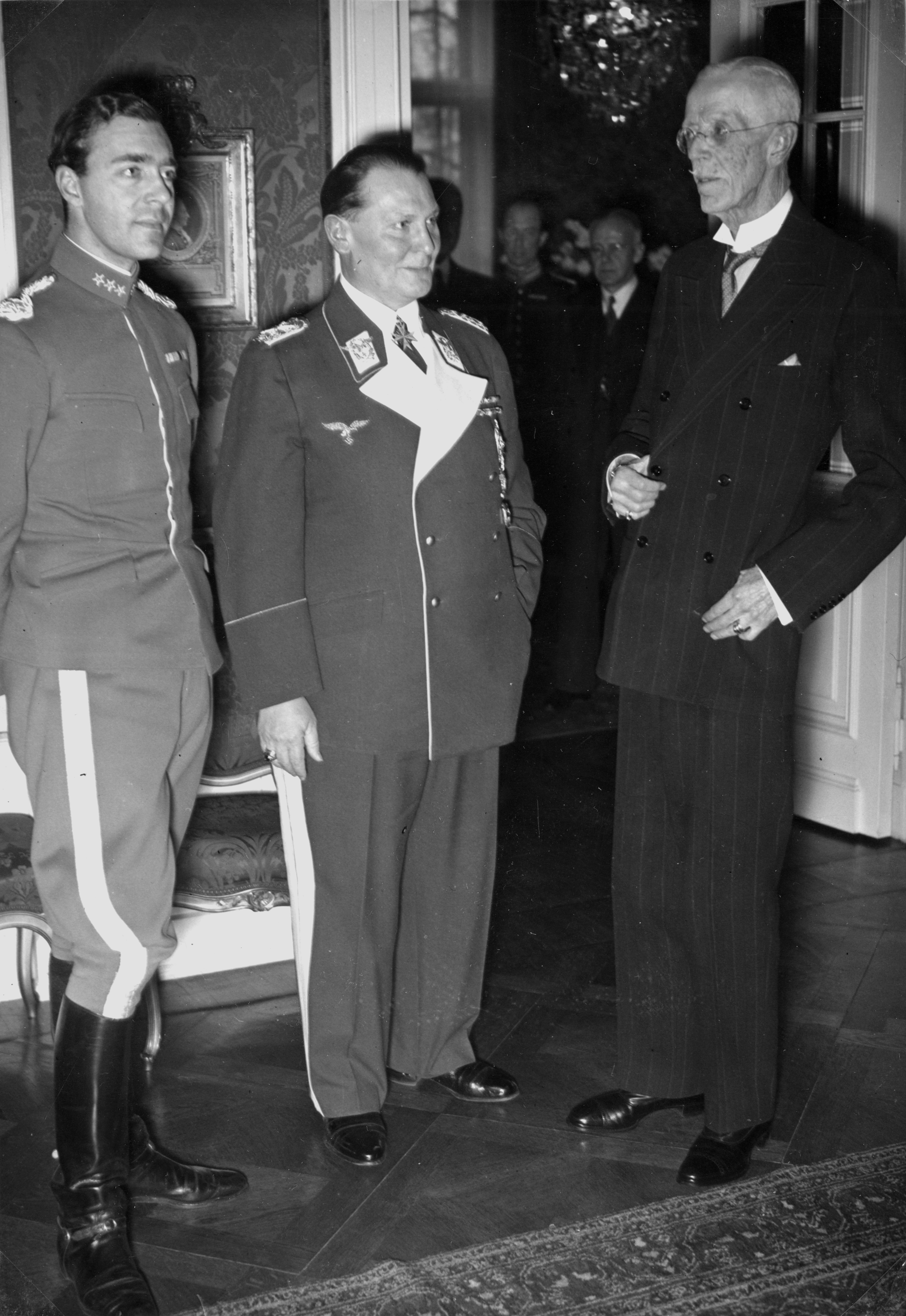
Prins Gustaf Adolf, Hermann Göring och Gustaf V i februari 1939

Vid krigsutbrottet bildades en svensk samlingsregering, som innefattade alla riksdagspartier utom kommunisterna. Under flera år hade Sverige goda kontakter med Tyskland. Hermann Göring hade goda kontakter med den svenska kungafamiljen. Både under 1930-talet och de första åren under kriget var förbindelserna goda mellan länderna. Under början av kriget var öppen kritik av Hitler förbjudet i Sverige. Den socialdemokratiska riksdagsmannen Ture Nerman dömdes den 10 november 1939 till tre månaders fängelse av svenska staten för att ha skrivit en tidningsartikel med rubriken "Hitlers helvetesmaskin". Likaså dömdes 1942 den liberala politikern Israel Holmgren till fängelse för sin bok "Nazisthelvetet". Den så kallade permittenttrafiken innebar att Sverige mellan 1940 och 1943 tillät tyska transporter på svenska järnvägar till Norge och Finland.,
Vid Tysklands anfall mot Polen 1939 stödde det svenska kommunistpartiet den svenska regeringens neutralitetsförklaring vilket var ett avståndstagande från partiets tidigare krav på ett avskaffande av svenska alliansfrihet. Det andra världskriget, förklarade man, var inte ett krig mellan demokrati och diktatur, utan ett imperialistiskt krig där ansvaret för kriget låg hos de socialdemokratiska ledarna i Frankrike och Storbritannien. Vid den tyska invasionen av Norge och Danmark 9 april 1940 förklarade det svenska kommunistpartiet att de "engelsk-franska imperialisterna" bar ansvaret. Det tyska anfallet var enbart en konsekvens av brittiska provokationer. Den kommunistiska Arbetartidningen i Göteborg beskrev till och med aktionen som "det engelsk-franska angreppet på Norge". Det norska motståndet måste upphöra: "norskt blod skall inte flyta för imperialistiska intressen". Krigshotet mot Sverige kom inte från Nazityskland utan från västmakterna och för att undvika krig måste Sverige anpassa sig till de tyska kraven. Om Sverige anfölls av Nazityskland så skulle vi inte försvara oss, utan anpassa oss till det nya läget.

## Nazitysklands flagga och symboler

Nazitysklands flagga 1 september 1935 - 8 maj 1945. Före september 1935 Nazistpartiets flagga

Adolf Hitler utformade själv flaggan som blev partisymbol 1920, då han tog över och döpte om partiet. I sin bok Mein Kampf förklarar han: "Efter otaliga försök har jag äntligen kommit fram till den rätta designen: En flagga med röd bakgrund, en vit cirkel och en svart svastika i mitten..." "I den röda färgen ser vi sociala idén inom rörelsen, i den vita den nationalistiska idén, i svastikan kampens mission för seger för den ariska rasen." Det bör dock påpekas att Hitler spegelvände hakkorset från dess mest använda form.
Och från och med den 1 september 1935 blev hakkorsflaggan även Tyska Rikets officiella flagga. Samtidigt tillkom örlogs- och krigs-flaggorna som även de hade det omvända hakkorset på flaggan.
Nazityskland tog många gånger till sig nygamla symboler som blivit populära under romantiken under den senare delen av 1800-talet. Ofta hade dessa mycket litet att göra med sina förlagor från andra äldre kulturer som till exempel antiken. Tysklands mest kända symbol, svastikan, påträffades under utgrävningarna av Troja på 1870-talet och kopplades i Europa på lösa grunder samman med arierna som en särskilt indoeuropeisk symbol. Den europeiska användningen av svastikan har alltså egentligen ingenting med den identiska asiatiska symbolen att göra betydelsemässigt. Även Hitlerhälsningen var en nygammal konstruktion från romantiken då det inte finns bevarat hur förlagan, den romerska hälsningen, från antiken utfördes.
Övriga symboler att nämna var Draken som torde haft en stor betydelse, då den ansågs vara en symbol för makt, styrka och hat. Örnar är också ibland associerade med Tredje Rikets symbolik, något man tog från antikens Rom.
Järnkorset kom under den här tiden att associeras med Nazityskland, bland annat på grund av att Hitler brukade uppträda offentligt i uniform med det järnkors han tilldelades under första världskriget. Järnkorset var dock en strikt militär utmärkelse som dessutom användes och används av tyska försvarsmakten både före och efter nazitiden.

## Nazitysklands djurskyddslagar
Nazityskland hade i teorin och lagskrifter strikta djurskyddslagar där det exempelvis var förbjudet att låsa in djur i burar, visa upp djur offentligt som i exempelvis cirkusar, och att frakta djur i motordrivna fordon. Att koka skaldjur levande förbjöds och man slog utåt sett ned mot tjuvjakt med striktare regler. Att använda levande mask som bete vid fiske förbjöds. Djurtester totalförbjöds ett tag och Göring sade att "den som tror att han fortfarande kan behandla djur som materiell egendom ska sättas i koncentrationsläger". Himmler ämnade vidare att få till ett förbud mot jakt i allmänhet. En del av Nazitysklands strikta djurskydd kallas idag för Ekofascism. I praktiken var dock Göring själv en mycket inbiten jägare som jagade för sporten, djurtester utfördes fortsatt men under striktare kontroll och särskilda tillstånd krävdes, cirkusar tolererades av Gestapo och kunde fortsatt turnera, pälsar förblev mäkta populärt bland NSDAP-ledningens fruar, välbärgade tanter och kvinnor i samtliga nazi-ockuperade områden i Västeuropa, och veterinärförbund lämnade in officiella klagomål mot att djurskyddslagarna inte upprätthölls, främst gällande mot att vivisektion fick fortsatt ske.

## Populärkultur
Nazityskland har skildrats åtskilliga gånger i populärkultur, där verklighetens historia blandats med myter.

## Arbetarklassen
En gigantisk semesteranläggning för Tredje rikets arbetare var tanken när man satte spaden i marken i Prora på ön Rügen utanför Tyskland. Det blev ett av Adolf Hitlers favoritprojekt och ett gigantiskt byggprojekt i nationalsocialist anda.
Bygget påbörjades 1936 och under de få år som Prora var under uppbyggnad var alla större byggföretag i riket och nästan 9 000 arbetare involverade i detta projekt. År 1938 hade byggkostnaderna nått 237,5 miljoner RM (motsvarande 1,06 miljarder euro 2009).
När andra världskriget bröt ut 1939 upphörde byggandet på Prora och byggnadsarbetarna flyttade till V-Weapons fabrik i Peenemünde. De åtta bostadshusen samt teatern och biografen förblev tomma skal. Simbassängerna och festivalhallen blev aldrig av. Om komplexet hade färdigställts skulle det ha varit den största semesterorten i världen.
Prora är ett distrikt i kommunen Binz på Rügen. Den ligger direkt vid Östersjökusten i centrum av Prorer Wiek och uppstod från KdF-badorten Rügen, som byggdes mellan 1936 och 1939 men förblev ofärdig. Organisationen Styrka genom glädje (KdF) (som var underställd tyska arbetarfronten (DAF)) var tänkt att låta 20 000 personer semestra i komplexet samtidigt. Början av andra världskriget 1939 hindrade den från att färdigställas som en badort. 
Under kriget fungerade några av komplexets senare bostadshus som träningsanläggning för flygvapenhjälpare och en polisbataljon. Själva kolossens skalblock förblev obeboeliga. 1943 utökades delar av det södra kvarteret för att skapa ersättningskvarter för Hamburgare som bombades ut som en del av Operation Gomorrah. Från 1944 hade Wehrmacht ett litet militärsjukhus i Prora. Mot slutet av kriget hittade även flyktingar från de östra regionerna ett boende i Prora, återigen mestadels i de senare bostadshusen. De tvingades fly från Röda arméns framfart.
Prora var inte naziregimens enda planerade semesteranläggning. Liknande anläggningar i Timmendorfer Strand utanför Lübeck och i Kolberg i Pommern planerades. Dessa komplex kom aldrig att förverkligas.

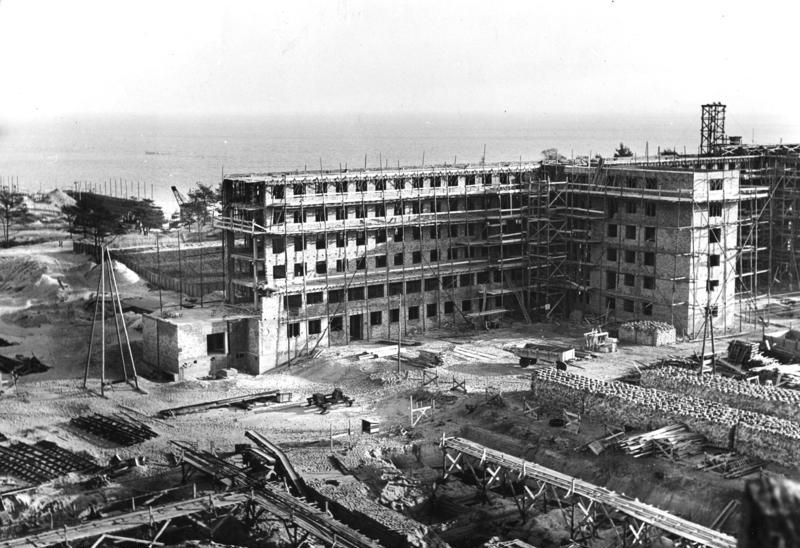
Byggnationen 1937

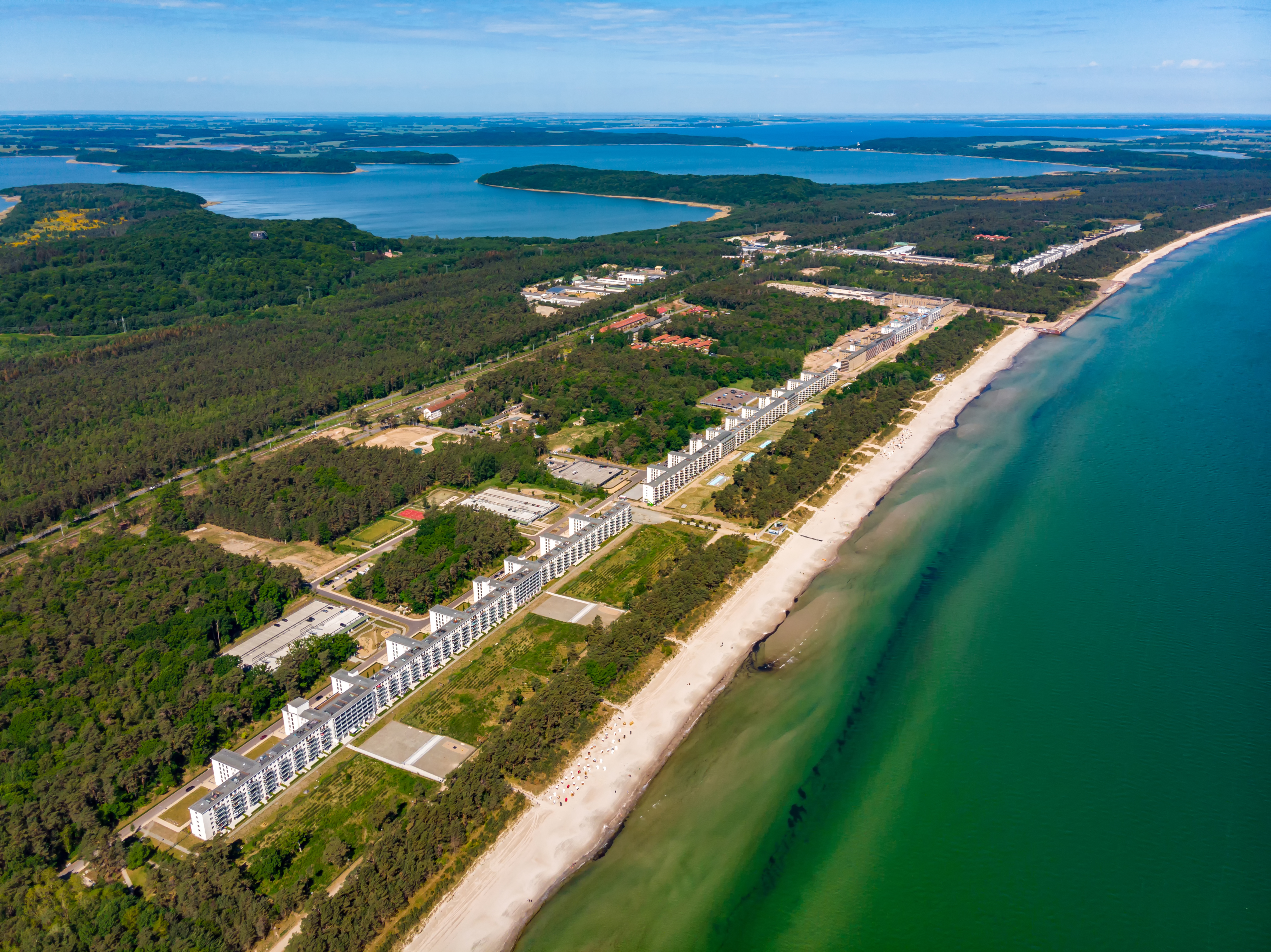
Prora 2020.

Ett annat projekt för Tredje rikets arbetare var Volkswagen som skulle bli en "folkbil" för vanligt folk. Detta var ett annat projekt för Nationalsocialistiska tyska arbetarepartiet.

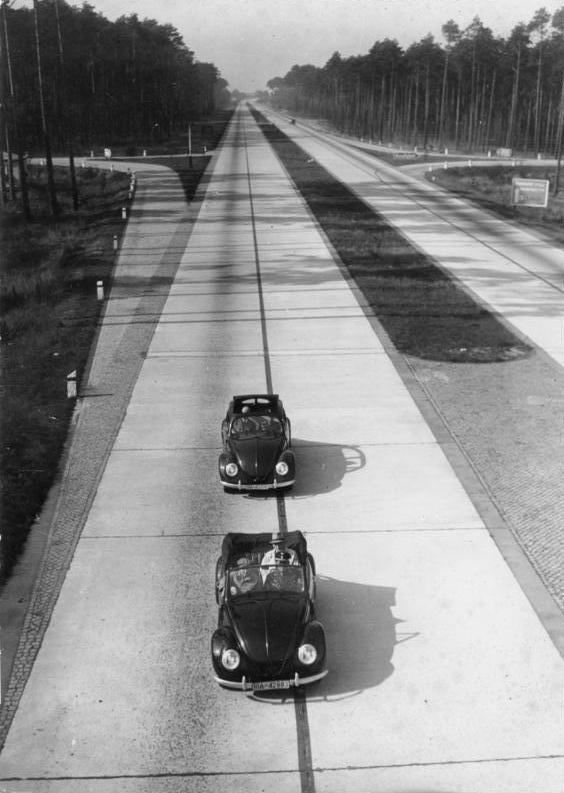
KdF bil på en Reichsautobahn, januari 1943

Eftersom bilindustrin inte hade något intresse av att subventionera Volkswagen, gav Hitler den tyska arbetarfronten (DAF) i uppdrag att bygga den största bilfabriken i Europa. Den 28 maj 1937 grundades Gesellschaft zur Vorbereitung des Deutschen Volkswagens mbH (GeZuVor) under överinseende av chefen för DAF, Robert Ley, med huvudkontor i Berlin-Grünewald, Taubertstraße 4. Deras första och enda produkt skulle bli "KdF-Wagen" (KdF = styrka genom glädje). Den finansierade byggandet av Volkswagen-fabriken främst genom försäljning av fackföreningstillgångar som konfiskerats 1933. Senare förfinansierades produktionen enligt ett koncept som utvecklats av DAF, enligt vilket framtida köpare av Volkswagen var tvungna att betala i förskott.
Köpeskillingen på 990 RM sparades i delbetalningar på 5 RM och bekräftades med sparstämplar på ett sparkort. År 1939 resulterade dock de beräknade kostnaderna i en förlust på 1 080 RM för varje fordon som skulle levereras.

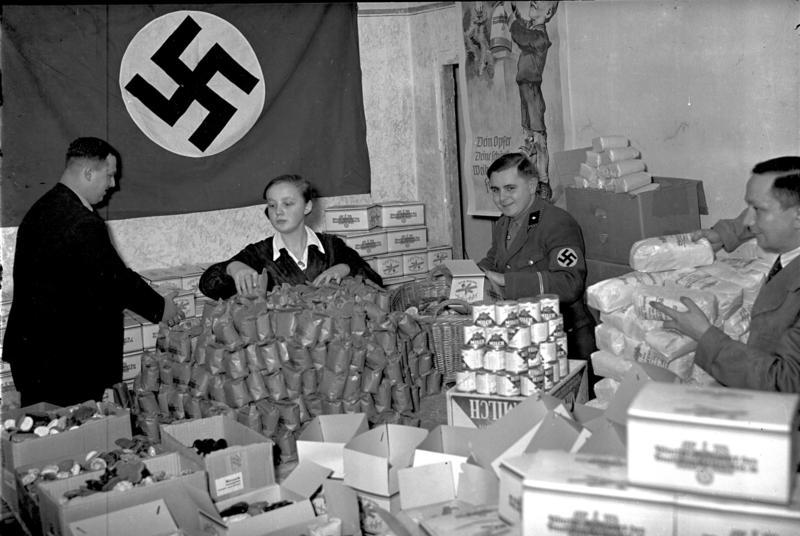
Julklappar till fattiga i nationalsocialismens Tyskland 1935.

## Tidsaxel
- Förhistorien
  - Ölkällarkuppen 1923
  - Mein Kampf 1925-1926
  - Wall Street-kraschen 1929
  - Den stora depressionen i början av 1930-talet
  - Tyska riksdagsvalet 1932 (juli)
  - Tyska riksdagsvalet 1932 (november)
- Maktövertagandet 30 januari 1933
  - Riksdagshusbranden 27 februari 1933
  - Fullmaktslagarna röstas igenom 23 mars 1933
  - Reichskulturkammer inrättad 22 september 1933
  - De långa knivarnas natt 30 juni 1934
  - Gleichschaltung
  - Saarland blir tyskt igen efter folkomröstning 1935
  - Nürnberglagarna instiftas 15 september 1935
  - Intåg i det demilitariserade Rhenlandet 1936
  - Spanska inbördeskriget 1936 - 1939
  - Anschluss - annekteringen av Österrike 13 mars 1938
  - Annekteringen av Sudettyskland efter Münchenavtalet som slöts 30 september 1938
  - Kristallnatten 10 november 1938
  - Uppstyckningen av Tjeckoslovakien i mars 1939
- Andra världskriget:
  - Blixtkrig (ty. Blitzkrieg)
  - Axelmakterna
  - Förintelsen
- Efter Berlins fall
  - Nürnbergrättegångarna
  - Organisation Odessa
  - Tysklands delning i Väst- och Östtyskland

## Personalia
- Personer
  - Martin Bormann - chef för partikansliet
  - Karl Dönitz - storamiral och Hitlers efterträdare
  - Adolf Eichmann - chef för sektion IV B 4, med ansvar för "judefrågor" i RSHA
  - Roland Freisler - president i folkdomstolen (högsta domstolen)
  - Joseph Goebbels - propagandaminister
  - Hermann Göring - ansvarig för fyraårsplanerna och Luftwaffe
  - Rudolf Hess - Hitlers ställföreträdare
  - Reinhard Heydrich - chef för RSHA, ansvarig för Einsatzgruppen
  - Heinrich Himmler - SS-chef samt riksinrikesminister
  - Josef Mengele - Läkare i Auschwitz
  - Joachim von Ribbentrop - riksutrikesminister
  - Baldur von Schirach - chef för Hitlerjugend
  - Albert Speer - rustningsminister och riksarkitekt
  - Hjalmar Schacht - ekonomiminister 1934-1937 samt minister utan portfölj 1937-1943
  - Fritz Hippler, chef för propagandaministeriets filmavdelning under Goebbels
  - Leni Riefenstahl- filmregissör
  - Robert Ley - chef för tyska arbetarfronten (DAF)
- Kategori:Personer i Nazityskland
- Organisationer:
  - Nationalsocialistiska tyska arbetarepartiet (NSDAP) - partiet
  - Gau partidistrikt och parallell landsdelsadministration
  - SA - paramilitära stormtrupper
  - SS - elitorganisation inom partiet
  - Waffen-SS, SS militära gren - en "fjärde försvarsgren"
  - Gestapo - den politiska polisen
  - Hitlerjugend - partiets ungdomsorganisation
  - Tyska arbetarfronten (DAF) - arbetsorganisation som ersatte fackföreningarna genom en enhetsorganisation för arbetsgivare och arbetstagare.
  - Styrka genom glädje (KdF) - statligt kontrollerad fritidsorganisation
  - Aktion T4 - Nazitysklands eutanasiprogram